# Convention sur le brevet européen
Pour les articles homonymes, voir CBE.

Les États membres en vert foncé et les États membres de l'extension/validation de la convention en vert clair

La Convention sur la délivrance de brevets européens du 5 octobre 1973, également appelée Convention sur le brevet européen ou CBE, et connue sous le nom de « Convention de Munich », est un traité multilatéral instituant l'Organisation européenne des brevets (incluant l'Office européen des brevets et le conseil d'administration) et instituant un « brevet européen ». La convention n'est pas liée à l'Union européenne, mais, en janvier 2019, tous les pays membres de l'Union avaient signé la convention. D'autres pays sont également signataires.
Le brevet européen créé par la convention n'est pas un titre unitaire valable dans tous les pays signataires : il s'agit d'un groupe de brevets nationaux indépendants. Une demande de brevet unique dans une seule langue permet de bénéficier de la protection dans tous les pays contractants.
Les articles 52 et 53 excluent certaines inventions du champ de la brevetabilité, en particulier les méthodes mathématiques, les logiciels en tant que tels ou les méthodes thérapeutiques.

## Fondement
Avant 1973, deux difficultés importantes gênaient l'obtention de la protection par brevet en Europe pour un certain nombre de pays. Premièrement, la nécessité de déposer une demande de brevet séparée dans chaque pays, avec une procédure distincte dans chaque pays et, deuxièmement, la nécessité de traduire le texte de la demande en un certain nombre de langues. En effet, les langues utilisées en Europe sont diverses et les procédures de dépôt nécessitent des traductions dans chacune de ces langues, ce qui représente des sommes importantes au moment du dépôt. La convention sur le brevet européen ne surmonte pas totalement le besoin de traductions, mais elle reporte cette nécessité au moment de la délivrance et uniquement dans les pays dans lesquels le déposant souhaite conserver sa protection. De plus, elle permet de ne conduire qu'une seule procédure de délivrance qui est commune pour tous les pays.

## Histoire
En 1973, la conférence diplomatique de Munich pour l'établissement d'un système pour la délivrance de brevets européens a eu lieu. La convention y a été signée par 16 pays le 5 octobre 1973. La signature de la convention était l'aboutissement d'une discussion de dix ans pendant laquelle Kurt Härtel, considéré par beaucoup en tant que père de l'Organisation européenne des brevets, et François Savignon ont joué un rôle décisif.
La convention est entrée en vigueur le 7 octobre 1977 pour les premiers pays suivants : la Belgique, l'Allemagne (puis Rép. Féd. d'Allemagne), la France, le Luxembourg, les Pays-Bas, la Suisse et le Royaume-Uni, et le 1er mai 1978 pour la Suède. Cependant, les premières demandes de brevet ont été déposées le 1er juin 1978 (date fixée par le Conseil d'Administration qui a tenu sa première réunion le 19 octobre 1977) et les premiers brevets délivrés deux ans plus tard. Plus tard, d'autres pays ont joint la CBE.
La CBE est indépendante de l'Union européenne, et sa composition est différente : la Suisse, le Liechtenstein, la Turquie, Monaco, et l'Islande sont des membres de l'OEB mais pas de l'UE. Au 1er avril 2019, la convention est en vigueur dans 38 pays.
En plus des États contractants, les États peuvent également signer un accord de coopération avec l'OEB, connu sous le nom d'accord d'extension. L'État devient alors un « État d'extension », pour lequel les effets du brevet européen accordé par l'OEB peuvent être étendus par le paiement de taxes et l'accomplissement de certaines formalités. Les 5 États suivants ont signé des accords d'extension avec l'OEB, de sorte qu'en effet, ces États puissent être aussi bien désignés dans une demande de brevet européen : l'Albanie, la Bosnie-Herzégovine, la Croatie, l'ancienne République yougoslave de Macédoine, et la Serbie et le Monténégro (autrefois connus sous le nom de République fédérale de la Yougoslavie).
Une conférence diplomatique a été tenue en novembre 2000 à Munich pour mettre à jour la convention, entre autres pour intégrer les derniers développement du droit international dans la CBE, en particulier ceux de l'accord ADPIC et ceux du Traité de droit des brevets (PLT), et pour ajouter un niveau de recours sur les décisions de Chambres de recours. La Grèce a déposé son instrument de ratification le 13 décembre 2005, devenant le quinzième État contractant à ratifier la convention révisée, connue sous le nom de CBE 2000. La CBE 2000 est ainsi entrée en vigueur le 13 décembre 2007.

## Accord connexe
Le Protocole de Londres a pour but de réduire davantage le coût de la traduction en matière de brevet européen en limitant le nombre de traductions requises.
À la suite de la ratification de la France de l'accord le 29 janvier 2008, le Protocole de Londres est applicable depuis le 1er mai 2008,,.

## Contenu
La Convention contient 178 articles de base complétés par un certain nombre de textes d'application. Ces textes additionnels, qui font partie de la convention, sont :
- le « règlement d'exécution de la Convention sur la délivrance de brevets européens », généralement connu sous le nom de « règlement d'exécution » ;
- le « protocole sur la compétence judiciaire et la reconnaissance de décisions portant sur le droit à l'obtention du brevet européen », généralement connue sous le nom de le « protocole sur la reconnaissance ». Ce protocole traite du droit d'obtenir un brevet européen mais s'applique exclusivement aux demandes de brevets européens.
- le « protocole relatif aux privilèges et aux immunités de l'Organisation des brevets », généralement connus sous le nom de le « protocole relatif aux privilèges et immunités » ;
- le « protocole sur la centralisation et l'introduction du système européen des brevets », généralement connue sous le nom de le « protocole relatif à la centralisation » ;
- le « protocole relatif à l'interprétation de l'article 69 de la Convention ».

## Droit matériel des brevets
L'un des articles les plus importants de la convention est l'article 52, intitulé « inventions brevetables », qui dispose que :

« (1) Les brevets européens sont délivrés pour les inventions nouvelles impliquant une activité inventive et susceptibles d'application industrielle. (...) »

Cet article constitue le fondement de l'appréciation de la brevetabilité selon la CBE. Cependant, la CBE fournit d'autres indications sur ce qui est brevetable, par le biais d'exceptions. Celles-ci sont liées à la nature du système de brevet (article 52(2) et (3)) ou de la politique (articles 52 (4) et 53).
D'abord, les découvertes, les théories scientifiques, les méthodes mathématiques, les créations esthétiques, les plans, principes et méthodes dans l'exercice d'activités intellectuelles, en matière de jeu ou dans le domaine des activités économiques, ainsi que les programmes d'ordinateurs et les présentations d'informations ne sont pas considérés comme des inventions et sont exclus de la brevetabilité, seulement dans la mesure où l'invention concerne ces éléments en tant que tels.
Ces exceptions, en vertu de la nature du système de brevet, sont précisées pour illustrer ce qui ne peut pas être breveté compte tenu de la nature du système de brevet, à savoir qu'une matière brevetable doit habituellement être orientée vers un produit ou un processus physique. L'Office Européen des Brevets interprète ceci comme exigeant que les dispositifs fournissant l'activité inventive doivent être en dehors de ces secteurs.
Le deuxième ensemble d'exceptions, les exceptions en vertu de la politique, incluent :
- les méthodes de traitement chirurgical ou thérapeutique du corps humain ou animal, et des méthodes de diagnostic appliquées au corps humain ou animal ;
- des inventions contraires à l'ordre public ou aux bonnes mœurs ;
- les variétés végétales ou les races animales, ainsi que les procédés essentiellement biologiques d'obtention de végétaux ou d'animaux.

L'OEB est peu disposé à employer les exceptions d'ordre public. Il estime préférable de laisser la loi nationale traiter de ces questions – un brevet ne devrait pas être considéré comme une validation de demandes commerciales[pas clair].

## Procédure unique
La convention inclut également des dispositions concernant les conditions de dépôt des demandes européennes, la procédure jusqu'à la délivrance, la procédure d'opposition et d'autres aspects concernant l'examen des demandes de brevet.
Des demandes de brevet européennes peuvent être déposées dans n'importe quelle langue officielle d'un état contractant de la CBE (sous certaines conditions), mais les demandes de brevet sont examinées dans l'une des trois langues officielles de l'OEB - l'anglais, français et l'allemand (si une demande est déposée dans une langue autre que les langues officielles, une traduction doit ensuite être déposée dans l'une des trois). La langue officielle du dépôt (ou de la traduction) est adoptée comme « langue de procédure » et est employée par l'OEB pour ses communications.
Les demandes de brevet européennes sont examinées selon un processus semblable à ceux de la plupart des systèmes de brevet – l'invention fait l'objet d'une recherche, est publiée et, plus tard, est examinée quant à sa conformité aux exigences de la CBE.
Pendant la phase d'examen, un brevet européen est une procédure régionale unique, et « la délivrance d'un brevet européen peut être demandée pour un ou plusieurs des États contractants. » Le déposant d'un brevet européen désigne les États contractants pour lesquels la protection de l'invention est souhaitée, et les désignations doivent « être confirmées » plus tard pendant la procédure par le paiement des taxes de désignation. Une fois accordé par l'OEB, un brevet européen devient un groupe de brevets nationaux dans chacun des États contractants désignés.
Une chambre de recours de l'OEB n'est pas liée par ses propres décisions précédentes ou décisions d'autres chambres, de sorte que des décisions contradictoires peuvent surgir. Des décisions contradictoires peuvent être arbitrées par une Grande Chambre de Recours, mais ceci prend souvent plusieurs années.

## Opposition
Après la délivrance, la procédure d'opposition, régie par la CBE, permet aux tiers de déposer une opposition contre un brevet européen dans les 9 mois suivant la date de délivrance de ce brevet. C'est une procédure quasi-judiciaire, susceptible de recours, qui peut aboutir au maintien, au maintien sous une forme modifiée ou à la révocation d'un brevet européen. Il est possible qu'un brevet européen soit l'objet d'un litige à un niveau national (par exemple un litige en contrefaçon). Les tribunaux nationaux peuvent surseoir à statuer en attendant les conclusions de la procédure d'opposition pour éviter des procédures parallèles et les incertitudes qui peuvent en résulter.

## Délivrance, effet et exigences de traduction
Contrairement au caractère unifié et régional d'une demande de brevet européen, le brevet européen accordé ne comporte pas, en effet, un tel caractère unitaire, hormis la procédure d'opposition. En d'autres termes, un brevet européen dans un état contractant est effectivement indépendant du même brevet européen dans l'un des autres états contractants.
Un brevet européen confère des droits à son propriétaire, dans chaque état contractant à partir de la date de la publication de la mention de sa délivrance dans le bulletin européen de brevet. C'est également la date de la publication B1 du fascicule, c.-à-d. du mémoire descriptif du brevet européen. Ceci signifie que le brevet européen est accordé et confère des droits dans tous ses états contractants indiqués à la date de la mention de la délivrance, pour autant qu'une traduction prescrite soit déposée plus tard auprès de l'office des brevets national concerné (bien que le droit puisse plus tard être considérée comme n'ayant jamais existé dans l'un des états particuliers si une traduction n'est pas déposée à temps, comme décrit ci-dessous).
Une traduction d'un brevet européen accordé doit être déposée dans les états contractants pour éviter la perte de droit, à savoir, dans les états contractants qui ont prescrit, « lorsque le texte dans lequel l'Office européen des brevets envisage de délivrer un brevet européen (...) n'est pas rédigé dans une des langues officielles de l'État considéré, que le demandeur ou le titulaire du brevet doit fournir au service central de la propriété industrielle une traduction de ce texte dans l'une de ces langues officielles, à son choix, ou, dans la mesure où l'État en question a imposé l'utilisation d'une langue officielle déterminée, dans cette dernière langue. ». Le brevet européen est nul ab initio dans un état contractant désigné dans lequel la traduction exigée (s'il y a lieu) n'est pas déposée dans le délai prescrit après la délivrance. Dans d'autres états contractant, aucune traduction ne doit être déposée, par exemple au Royaume-Uni et en Irlande si le brevet européen est en anglais. Le Luxembourg et le Monaco n'exigent aucune traduction quelle que soit la langue dans laquelle le brevet européen est délivré. Si une traduction est exigée, des honoraires couvrant la publication de ladite traduction peuvent également être également exigés.

## Prise d'effet et validité
Presque tous les attributs d'un brevet européen dans un état contractant, c'est-à-dire la propriété, la  validité, et la contrefaçon, sont déterminés en vertu de la loi nationale respective, excepté la procédure d'opposition comme discuté ci-dessus. Bien que la CBE impose quelques limites communes, la CBE confie expressément à la loi nationale l'interprétation de tous les attributs substantiels d'un brevet européen dans un état contractant, à quelques exceptions. Ainsi, presque toutes les procédures post-délivrance - comprenant le maintien en vigueur, la révocation, et l'attaque en contrefaçon sont déterminées en vertu de la loi nationale.
Le jugement de la contrefaçon est remis presque entièrement à la loi nationale et aux tribunaux nationaux.  Dans l'une de ses rares interventions dans la loi nationale, la CBE exige que les tribunaux nationaux doivent considérer que « le produit directement obtenu par un procédé breveté » est une contrefaçon. La « portée de la protection » conférée par un brevet européen est déterminée principalement en se référant aux revendications du brevet européen (plutôt que par le contenu de la description et des schémas, comme dans certains systèmes plus anciens de brevet). La description et les dessins doivent être employés comme aide à l'interprétation des revendications en déterminant leur signification (Article 69 de la CBE). Un protocole d'interprétation de l'article 69 fournit d'autres recommandations : les revendications ne doivent être pas interprétées dans un sens étroit et strict, ni servir uniquement de ligne directrice. Cependant, le protocole lui-même est sujet à une interprétation nationale. Le texte authentique d'une demande de brevet européenne et d'un brevet européen sont les documents dans la langue de procédure.
Tous les autres droits substantiels attachées à un brevet européen dans un État contractant, tel que : quels actes constituent une contrefaçon (contrefaçon indirecte et partielle, contrefaçon par des équivalents, contrefaçon extraterritoriale, contrefaçon après l'expiration du brevet avec effet économique pendant la période de validité du brevet, contrefaçon de revendications de produit par des procédés pour la fabrication ou l'utilisation, l'exportation, fourniture des moyens de la contrefaçon, etc.), l'effet de l'historique de la procédure sur l'interprétation des revendications, les exemptions d'exploitation ou les effets de la mauvaise foi (injonction, dommages, honoraires de mandataire, autres pénalités civiles pour récidive de contrefaçon, etc.), la coexistence d'une partie nationale du brevet européen et d'un brevet national en termes identiques, la propriété et la cession, les prolongements de la durée du brevet pour des autorisations de mise sur le marché, etc., sont expressément confiés à la loi nationale.
Pendant une période dans la fin des années 1990, les tribunaux nationaux ont délivré des injonctions transfrontalières couvrant toutes les juridictions du brevet européen, mais ceci a été limité par la Cour européenne de justice. Dans deux cas interprétant, en juillet 2006, les articles 6.1 et 16.4 de la Convention de Bruxelles, la Cour européenne de justice a soutenu que les brevets européens sont des droits nationaux qui doivent être jugés nationalement, qu'il est « inévitable » que des contrefaçons d'un même brevet européen soient plaidées devant chaque tribunal national concerné, même si le procès vise le même groupe de sociétés, et que les assignations transfrontalières ne sont pas possibles.
La validité est également remise en grande partie à la loi nationale et aux cours nationales. L'article 138 (1) CBE limite l'intervention de la loi nationale seulement sur la base des raisons suivantes de nullité :
- si l'objet du brevet européen n'est pas brevetable au sens des articles 52 à 57 CBE ;
- si la description ne permet pas de réaliser l'objet de l'invention par un homme du métier ;
- si des modifications ont été faites de telle sorte que l'objet s'étende au-delà du contenu de la demande telle que déposée ;
- si les revendications ont été élargies après la délivrance, par exemple dans les procédures d'opposition ;
- un titulaire frauduleux.

Un tribunal national peut annuler partiellement un brevet européen dans un état contractant, par exemple, en retirant seulement quelques revendications, ou en permettant la modification des revendications, de la description ou des dessins, comme permis par loi nationale.
Un brevet européen est également non unitaire parce qu'il peut être retiré dans un état contractant et maintenu dans d'autres. Cependant, un tribunal national dans un état contractant ne peut pas annuler un brevet européen dans un autre état contractant.
Les décisions des chambres de recours de l'OEB ne lient pas les tribunaux nationaux, qui ont la juridiction exclusive sur la validité et la contrefaçon après la délivrance d'un brevet européen  (excepté pendant la période d'opposition de 9 mois). Cependant, les tribunaux nationaux tendent à prendre en compte les décisions des Chambres de l'OEB, bien qu'elles puissent être en désaccord avec celles-ci.
La CBE exige de toutes les juridictions de donner à un brevet européen une durée de 20 ans à compter de la date de dépôt. La date de dépôt n'est pas nécessairement la date de priorité, qui peut être jusqu'à un an antérieure. La durée d'un brevet européen délivré peut être prolongée en vertu de la loi nationale si la loi nationale fournit la prolongation de durée pour compenser la durée d'obtention d'une autorisation de mise sur le marché. Pour des États Membres de l'Espace économique européen, il existe un certificat complémentaire de protection.

## Compléments